# Ігровий персонаж
Ігрови́й персона́ж — позначення у відеогрі персонажа, яким керує людина-гравець. Управління людиною відокремлює ігрових персонажів від неігрових, керованих ігровим штучним інтелектом. У переважній більшості випадків ігровий персонаж є протагоністом (головним героєм) відеогри.

## Кількість ігрових персонажів

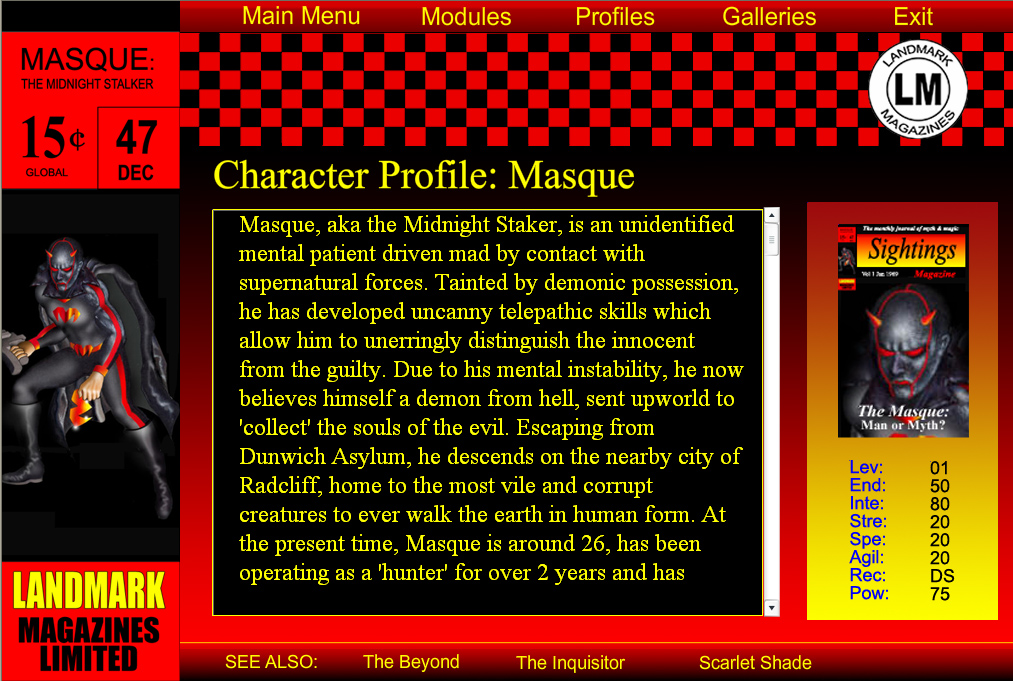
Профіль вигаданого супергероя Маска

Залежно від жанру відеогри гравець може керувати одним і більше персонажами.
Більшість відеоігор із сильною сюжетною складовою, орієнтовані на гру одного користувача, надають гравцеві лише одного ігрового персонажа, який має заздалегідь задані здібності, зовнішність, характер, поведінку і відведену йому сюжетну роль. До таких ігор переважно належать шутери, рольові ігри та квести. Гравець, як правило, керує єдиним ігровим персонажем, який відіграє ключову роль у сюжеті гри, і «веде» його строго за заздалегідь створеними сюжетом та ситуаціями.
Інші ігри, навпаки, дозволяють і навіть змушують гравця використовувати багато персонажів. До таких ігор належать різноманітні файтинги та спортивні симулятори. У файтингах кожен ігровий персонаж має особливі характеристики та здібності, яких не мають інші персонажі. Завдання, поставлені перед гравцем, часто змушують використовувати кількох ігрових персонажів, вибираючи їх під кожну ситуацію окремо.
Одним з основних відмінних елементів ігор у жанрі тактичного шутера є командна робота: гравець керує одним ігровим персонажем, який перебуває в команді інших персонажів, керованих комп'ютером. Попри це, гравець може віддавати деякі загальні команди неігровим персонажам. До таких дій часто належать накази рухатися до позиції, обороняти позицію, атакувати позицію, рухатися за ігровим персонажем тощо. Типовим прикладом таких ігор є серія SWAT.
У деяких бойовиках, зокрема, в тактичних шутерах, гравець керує одним персонажем і просувається грою разом із загоном персонажів, керованих комп'ютером. Однак гравець може будь-якої миті «покинути» свого персонажа і взяти керування над якимось іншим персонажем зі свого загону. Комп'ютер, відповідно, надасть гравцеві можливість керувати цим персонажем та візьме під своє керування того персонажа, якого покинув гравець. До таких ігор належать деякі ігри серії Tom Clancy's Ghost Recon та Clive Barker's Jericho.

## Персоніфікація ігрових персонажів
Ігровий персонаж може бути як повністю вигаданим, так і ґрунтуватися на реальних особистостях. У спортивних симуляторах, таких як симулятор боксу, футболу чи хокею, здебільшого ігровий персонаж має вигляд реальних спортсменів. В іграх з історичним сюжетом ігровий персонаж може бути якоюсь значущою історичною персоною. Наприклад, у різних стратегіях гравець може керувати знаменитими полководцями та державними діячами.
В іграх інших жанрів чітко вираженого ігрового персонажа взагалі може бути. У більшості казуальних, аркадних та логічних ігор ігровий персонаж, як і сюжет гри, відсутні взагалі. У багатьох стратегіях і симуляторах ігровий персонаж знеособлений: гравець просто керує певним транспортним засобом (у разі симуляторів) або військами на тактичній карті (у разі стратегій) і не має вираженого персонажа.
Взагалі дуже часто рівень персоніфікації ігрового персонажа пов'язаний зі сюжетом гри: якщо в ній є яскраво виражена сюжетна історія, то й ігровий персонаж також яскраво виражений. Далеко не завжди персонаж гравця є людиною — він може бути якою-небудь фантастичною істотою (як правило, в іграх жанру фентезі), роботом (як правило, в симуляторах меха) тощо.
У багатьох рольових комп'ютерних іграх гравець має одного ігрового персонажа, проте на початку гри він може повністю налаштувати його. Залежно від сетингу гри, гравець може вибирати стать, расу, зовнішність, фізичні дані, одяг персонажа, налаштовувати багато дрібниць.
У багатьох шутерах та пригодницьких іграх, попри те, що ігровий персонаж грає центральну роль у сюжеті, сам по собі він анонімний для гравця. У грі може не розкриватися історія життя персонажа, його погляди та переконання, ставлення до оточення тощо. Найчастіше гравець ніколи не бачить обличчя персонажа, яким керує (в іграх від першої особи), а сам персонаж ніколи не говорить (навіть коли з ним спілкуються неігрові персонажі). Це знеособлення зроблено для того, щоб людина-гравець максимально вжилася в роль персонажа. За задумом творців гри, гравець сам має вигадати життєву історію, погляди, зовнішність та обличчя персонажа, сам подумки «відповідати» на запитання та пропозиції неігрових персонажів. Яскравим прикладом такого персонажа є Гордон Фрімен із серії ігор Half-Life.